# Воронковы (Котельничский район)
Воронковы — деревня в Котельничском районе Кировской области России. Входит в состав Юрьевского сельского поселения.

## География
Располагается на расстоянии примерно 14 км по прямой на север-северо-восток от райцентра города Котельнич на правом берегу реки Молома.
Ближайшие населенные пункты Шалагиновы, Юрьево

## История
Известна с 1671 года как деревня «Данило-Тюфяковская» с 1 двором. В 1891 году в деревне Криницынской уже отметили 97 жителя. В 1989 оставалось 8 человек. Настоящее название утвердилось с 1926 года.
Была известна с 1646 года как деревня с 2 дворами (тогда деревня Дениска Косых). В XVIII веке это уже деревня Даниловых Косых. 25 жителей было учтено в 1763 году. В 1802 году она отмечается как Тюфяковская Даниловская тож с 11 дворами и 27 жителями мужского пола. В 1859 году здесь (деревня Тюфяковская и Даниловская (Шалагиновы)) учтено было 10 дворов и 64 жителя. В 1905 году уже появляется в качестве одного из названий Воронковы. Тогда здесь было 17 дворов и 113 жителей. В 1926 году отмечалась как деревня Воронковы, Тюфяковская, Даниловская, Калякуша с 17 дворами и 110 жителями. С 1939 года учитывается с настоящим названием. В 1950 году в деревне 26 хозяйств и 84 жителя, в 1989 — 8 жителей.

## Население
| 2010 |
| ---- |
| 2    |

Постоянное население составляло 9 человек (русские 89 %) в 2002 году, 2 в 2010.